# Jermun
Jermun is een bestuurslaag in het regentschap Ogan Komering Ilir van de provincie Zuid-Sumatra, Indonesië. Jermun telt 684 inwoners (volkstelling 2010).